# Мечислав Леонард Ольшевський
Мечислав Леонард Ольшевський (пол. Mieczysław Leonard Olszewski; нар. 12 серпня 1906, Лисомиці — пом. 1 вересня 1939, Станіславув-Перший) — капітан-пілот Війська Польського, кавалер ордена Virtuti Militari.

## Біографія
Народився в Лисоміцях поблизу Торуня. 1927 року закінчив 1-й ліцей ім. Миколая Коперника в Торуні. 15 серпня 1930, закінчивши Авіаційне кадетське училище в Дембліні, йому надали звання лейтенанта-пілота і призвали в армію до 3-го авіаційного полку. Закінчивши вищі курси пілотування винищувача був направлений до 123-ї винищувальної ескадрильї, в якій 25 вересня 1938 року став командиром.
На початку Другої світової війни 1 вересня 1939 року повів свій ескадрон у бій проти німецьких військ. Загинув під час бою, коли літак PZL P-7a, яким він керував, розбився в Станіславуві-Першому, на кордоні з Леґьоново (тепер вул. Ґрудзе), біля Бродновського каналу. Похований на військовому кладовищі Повонзкі у Варшаві (могила B25-2-44).

## Нагороди
- Срібний Хрест військового ордена Virtuti Militari (посмертно)
- Срібний Хрест Заслуги (22 травня 1939)[3]
- Польовий знак пілота